# Demi-tour de Noirmoutier
Le demi-tour de Noirmoutier est une danse traditionnelle typique de l'île de Noirmoutier, comme le sont les branles et ronde de Noirmoutier et le rond de l'Épine.
Traditionnellement, cette ronde est chantée. Elle part sur la droite, en pas de branle double. La deuxième partie de la danse part sur la gauche.